# Laurent Van der Stockt
Laurent Van der Stockt est un photojournaliste, photographe de guerre, né en 1964 à Carnières (Belgique). Il couvre les principaux conflits depuis 1990 et a reçu plusieurs prix. Il a notamment documenté l'utilisation de sarin par le régime syrien.

## Biographie
Laurent Van der Stockt grandit dans la banlieue de Charleroi.
En 1989, il entre à l'agence Gamma. Photographe sur de nombreux conflits, il effectue des reportages de guerre en Roumanie, en Irak, en Yougoslavie, — où il est blessé par un éclat d'obus à Vukovar en 1991 —, puis en Bosnie, en Tchétchénie, en Afrique et en Afghanistan. Il est blessé au genou à Ramallah en 2001 et gravement blessé au bras près de Fallouja, en Irak, en 2005.
Ses travaux sont exposés à plusieurs reprises à l'occasion du Prix Bayeux Calvados-Normandie des Correspondants de guerre,, où il est primé 2 fois. 
En 1995, il reçoit le prix de la photographie,, et en 2013, il reçoit le prix du webjournalisme avec le journaliste Jean-Philippe Rémy pour leur reportage près de Damas, qui a notamment permis de documenter l’utilisation d’armes chimiques par les forces du régime de Bachar el-Assad. Laurent Van der Stockt est lui-même touché par une attaque au sarin à Jobar, alors qu'il interviewe un combattant rebelle. Il souffre de problèmes de vision et de difficultés respiratoires pendant plusieurs jours. Les deux journalistes exfiltrent ensuite de Syrie des échantillons qui seront analysés,,,. Ces échantillons s'avèrent être du sarin. Cette analyse chimique, croisée avec celle d'une grenade non explosée de Saraqeb, permet au gouvernement français de conclure que le régime syrien, sans doute possible, utilise des armes chimiques contre sa population, et que les services français ont des preuves de la chaîne complète de production et utilisation de cette arme,.
En 2017, son reportage sur la bataille de Mossoul est primé avec le Visa d'Or News du festival Visa pour l'image. 

## Récompenses
- 1995 : Prix Bayeux-Calvados des correspondants de guerre dans la catégorie photographie pour « Les enfants de Kaboul »[5],[13]
- 2013 : Prix Bayeux-Calvados des correspondants de guerre dans la catégorie webjournalisme pour « Syrie : au cœur de la guerre » avec Jean-Philippe Rémy[14]

- 2017 : Visa d’Or News du festival Visa pour l'image pour sa couverture de la bataille de Mossoul[12]
- 2020 : Prix Bayeux Calvados-Normandie des correspondants de guerre, 3e prix, catégorie photo